# Route nationale 455
Pour les articles homonymes, voir Route 455.
La route nationale 455, ou RN 455, est une ancienne route nationale française reliant l'autoroute A2 à l'autoroute A21. Depuis 2009, elle est remplacée par l'autoroute A21 jusqu'à l'autoroute A2.
Avant les déclassements de 1972, la RN 455 reliait la commune de Joigny à Bourges. Elle a été renommée RD 955.

## Tracé jusqu'en 2009

### Sens A21-A2Lens-Valenciennes
- Début de la route nationale 455
- Échangeur complet Flers-en-Escrebieux
- Échangeur complet Dorignies Auby-Astruries
- Échangeur complet Roost-Warendin
- Échangeur complet Waziers
- Échangeur complet Sin-le-Noble-D 58
- Échangeur complet Lallaing
- Échangeur complet Pecquencourt Fin provisoire de l'A21
- Échangeur complet Rieulay
- Échangeur complet Somain-Aniche
- Échangeur complet Erre-Abscon
- Échangeur complet Escaudain-Lourches
- Échangeur complet Denain
- Échangeur partiel A2

### SensA2-A21
- Échangeur partiel Douchy-les-Mines
- Échangeur partiel Denain-Sud - Lourches-Est

## Ancien tracé

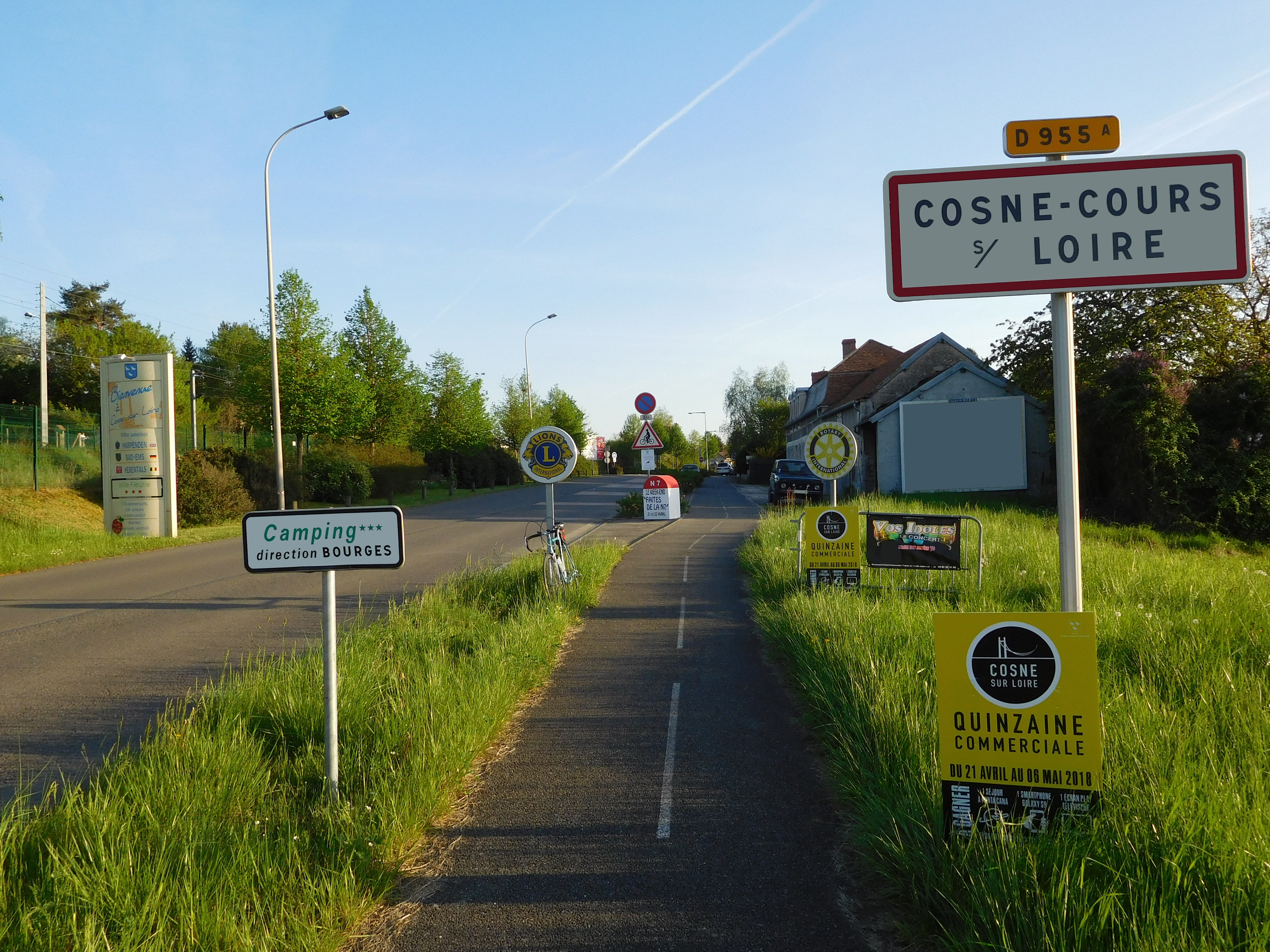
L'ancienne RN 455 dans la traversée de Cosne-Cours-sur-Loire dans le département de la Nièvre.

### Ancien tracé de Joigny à Myennes D 955
- Joigny où elle se détachait de la RN 6.
- Paroy-sur-Tholon
- Senan
- Aillant-sur-Tholon
- Toucy
- Fontaines
- Saint-Sauveur-en-Puisaye
- Chantier médiéval de Guédelon
- Saint-Amand-en-Puisaye
- Myennes où elle croisait la RN 7.

### Ancien tracé deMyennesà Bourges D 955A/D955
La route est renommée RD 955A pour la traversée de Cosne-Cours-sur-Loire puis traverse la Loire.
- Bannay
- Saint-Satur
- Sancerre
- Saint-Céols
- Les Aix-d'Angillon

La route rejoignait la RN 151 juste avant Bourges.